# الغبراء (سيئون)
'

تعديل مصدري - تعديل

الغبراء هي إحدى قرى عزلة سيئون بمديرية سيئون التابعة لمحافظة حضرموت، بلغ تعداد سكانها 39 نسمة حسب تعداد اليمن لعام 2004.